# Solenoppia taberlyi
Solenoppia taberlyi är en kvalsterart som beskrevs av Hammer 1968. Solenoppia taberlyi ingår i släktet Solenoppia och familjen Oppiidae. Inga underarter finns listade i Catalogue of Life.